# Jules Bianchi
Jules Lucien André Bianchi (* 3. August 1989 in Nizza; † 17. Juli 2015 ebenda) war ein französischer Automobilrennfahrer. Zu seinen größten Erfolgen gehörte der Gewinn des Meistertitels der Formel-3-Euroserie 2009. Außerdem trat er 2010 und 2011 in der GP2-Serie an und wurde beide Male Gesamtdritter. 2012 wurde er mit Tech 1 Racing Vizemeister der Formel Renault 3.5. 2013 und 2014 trat er für Marussia in der Formel 1 an.
Bianchi war der Enkel Mauro Bianchis, eines dreimaligen Weltmeisters der GT-Kategorie, und Großneffe Lucien Bianchis, eines ehemaligen Formel-1-Fahrers.
Er war zudem der Patenonkel des Rennfahrers Charles Leclerc.

## Karriere
Von 2004 bis 2006 war Bianchi im Kartsport aktiv. 2007 wechselte er in den Formelsport und wurde mit fünf Saisonsiegen auf Anhieb Meister der französischen Formel Renault. Außerdem startete er für eine halbe Saison im Formel Renault 2.0 Eurocup.

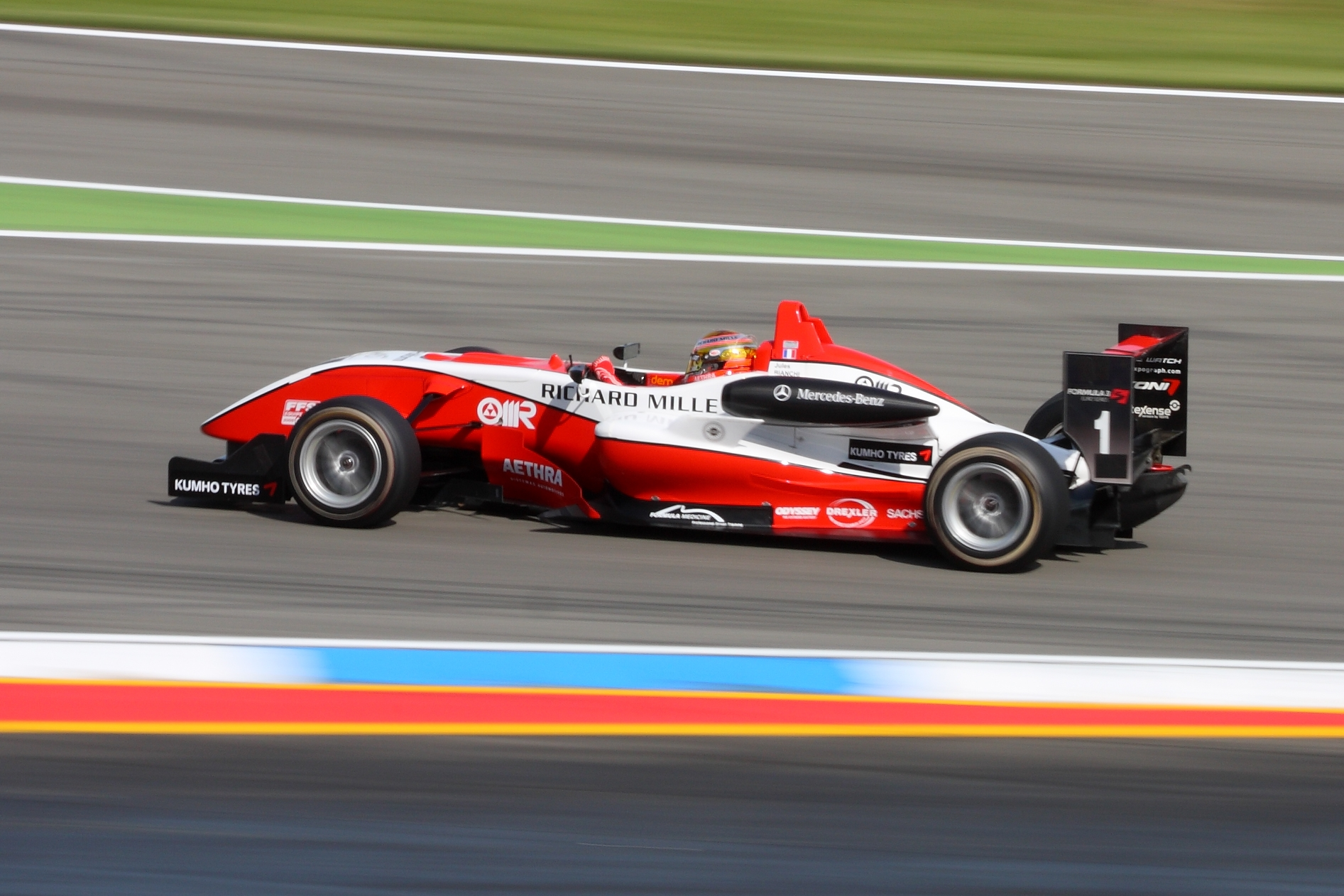
Jules Bianchi auf dem Hockenheimring 2009 in einem Fahrzeug der Formel-3-Euroserie

2008 wechselte Bianchi in die Formel-3-Euroserie und wurde vom Meisterteam ART Grand Prix verpflichtet. Während sein Teamkollege Nico Hülkenberg den Meistertitel holte, gewann Bianchi zwei Rennen und lag am Saisonende auf dem dritten Platz der Gesamtwertung. Darüber hinaus war er bester Rookie. Außerdem gewann er das Formel-3-Masters in Zolder. 2009 ging Bianchi erneut für ART Grand Prix in der Formel-3-Euroseries an den Start. Er dominierte seine zweite Saison und gewann neun Rennen. In Zandvoort gelang ihm ein Wochenende mit der optimalen Punktausbeute: Er holte im Qualifying die Pole-Position, gewann beide Rennen und erzielte zudem jeweils die schnellste Rennrunde. Ein Rennwochenende vor Schluss sicherte er sich vorzeitig die Meisterschaft. Außerdem nahm Bianchi an einem Rennen der Formel Renault 3.5 teil und absolvierte Gaststarts in der britischen Formel-3-Meisterschaft.
Im Dezember 2009 absolvierte Bianchi zwei Formel-1-Testtage für die Scuderia Ferrari. Darüber hinaus erhielt er einen langfristigen Fördervertrag bei Ferrari. Zum zweiten Rennwochenende stieg er für ART Grand Prix in die GP2-Asia-Serie-Saison 2009/2010 ein und erreichte direkt bei seinem ersten Rennen als Dritter eine Podest-Platzierung. Da er in den weiteren Rennen punktelos blieb, belegte er am Saisonende den zwölften Gesamtrang. Außerdem nahm er für ART Grand Prix an der GP2-Serie 2010 teil. Bei einem Unfall auf dem Hungaroring, bei dem er frontal mit Ho-Pin Tung zusammenstieß, zog er sich mit einem gebrochenen Lendenwirbel eine schwere Verletzung zu. Nachdem es zunächst nach einer längeren Pause für Bianchi ausgesehen hatte, profitierte er von der vierwöchigen Pause bis zum nächsten Rennen und nahm nach einer Operation an der Wirbelsäule wieder an der GP2-Serie teil. Zwar fuhr er bei einigen Rennen vorne mit, ein Sieg gelang ihm allerdings nicht. Als bester siegloser Pilot belegte er am Ende der Saison mit drei zweiten Plätzen als beste Resultate den dritten Gesamtrang. Nach dem Ende der Saison nahm er im Rahmen der Young-Driver-Days an zwei Formel-1-Testtagen für Ferrari teil.
2011 blieb Bianchi bei ART, das ab dieser Saison zusätzlich vom Automobilhersteller Lotus unterstützt wurde. Zunächst ging er in der GP2-Asia-Serie an den Start. Bianchi gewann das Auftaktrennen und wurde Vizemeister hinter Romain Grosjean. Im Anschluss absolvierte er für ART seine zweite Saison in der GP2-Serie. Nachdem er das erste Rennen als Dritter beendet hatte, fiel er beim zweiten Rennwochenende auf dem Circuit de Catalunya durch wiederholte Fehler auf. Zunächst verlor er die Pole-Position, da er gelbe Flaggen ignoriert hatte, dann löste er im Sprintrennen eine Startkollision mit Giedo van der Garde aus, wegen der er am folgenden Rennwochenende in der Startaufstellung um fünf Positionen nach hinten versetzt wurde. Im Hauptrennen des fünften Rennwochenendes in Silverstone erzielte Bianchi schließlich seinen ersten Sieg in der GP2-Serie. Auf dem Nürburgring führte er das Sprintrennen über weite Strecken an und kam nach einem Verbremser auf dem zweiten Platz ins Ziel. Die Saison beendete er mit insgesamt sechs Podest-Platzierungen auf dem dritten Platz in der Fahrerwertung. Außerdem übernahm er 2011 die Position eines Testfahrers beim Formel-1-Team Ferrari. In dieser Funktion kam er bei den Young-Driver-Days an allen drei Testtagen zum Einsatz.

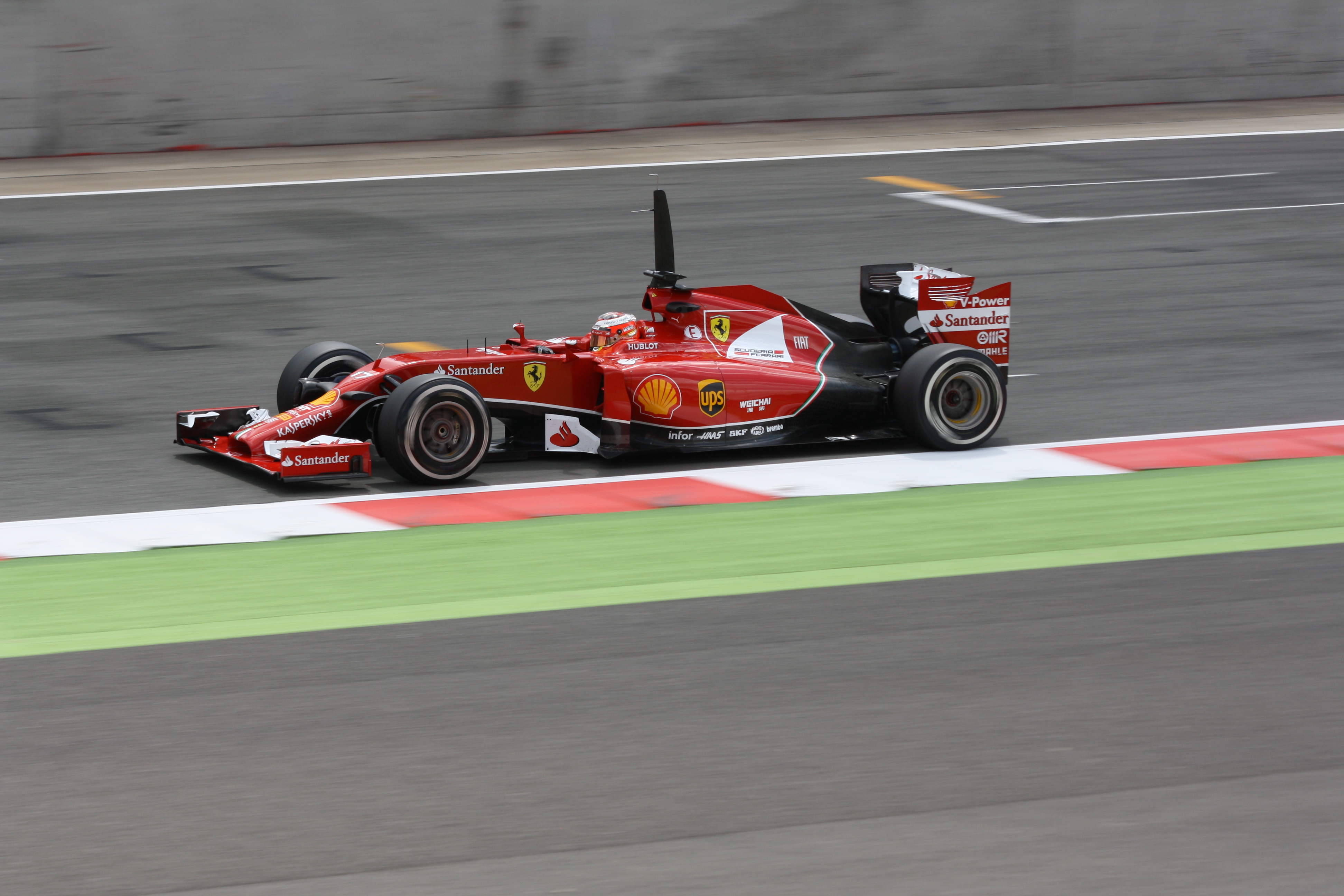
Jules Bianchi bei Formel-1-Testfahrten für Ferrari

2012 wechselte Bianchi zu Tech 1 Racing in die Formel Renault 3.5. Bianchi gewann je ein Rennen auf dem Nürburgring, in Silverstone und Le Castellet. Beim letzten Saisonrennen kollidierte Bianchi, der mit vier Punkten Rückstand als Zweiter ins Rennen gegangen war, mit seinem Titelkontrahenten Robin Frijns, der die Kollision verursacht hatte. Frijns wurde zwar mit einer Zeitstrafe belegt, an der finalen Wertung änderte dies aber nichts. Bianchi äußerte nach der Saison Unverständnis über diese Entscheidung. Mit insgesamt acht Podest-Platzierungen wurde Bianchi Gesamtzweiter. Zudem war er in dieser Saison Ersatzfahrer beim Formel-1-Team Force India und nahm dort an einigen freien Trainings teil. Sein Vertrag mit der Scuderia Ferrari blieb weiterhin bestehen und er absolvierte während der Saison auch Formel-1-Testfahrten und Simulatorarbeit für Ferrari.

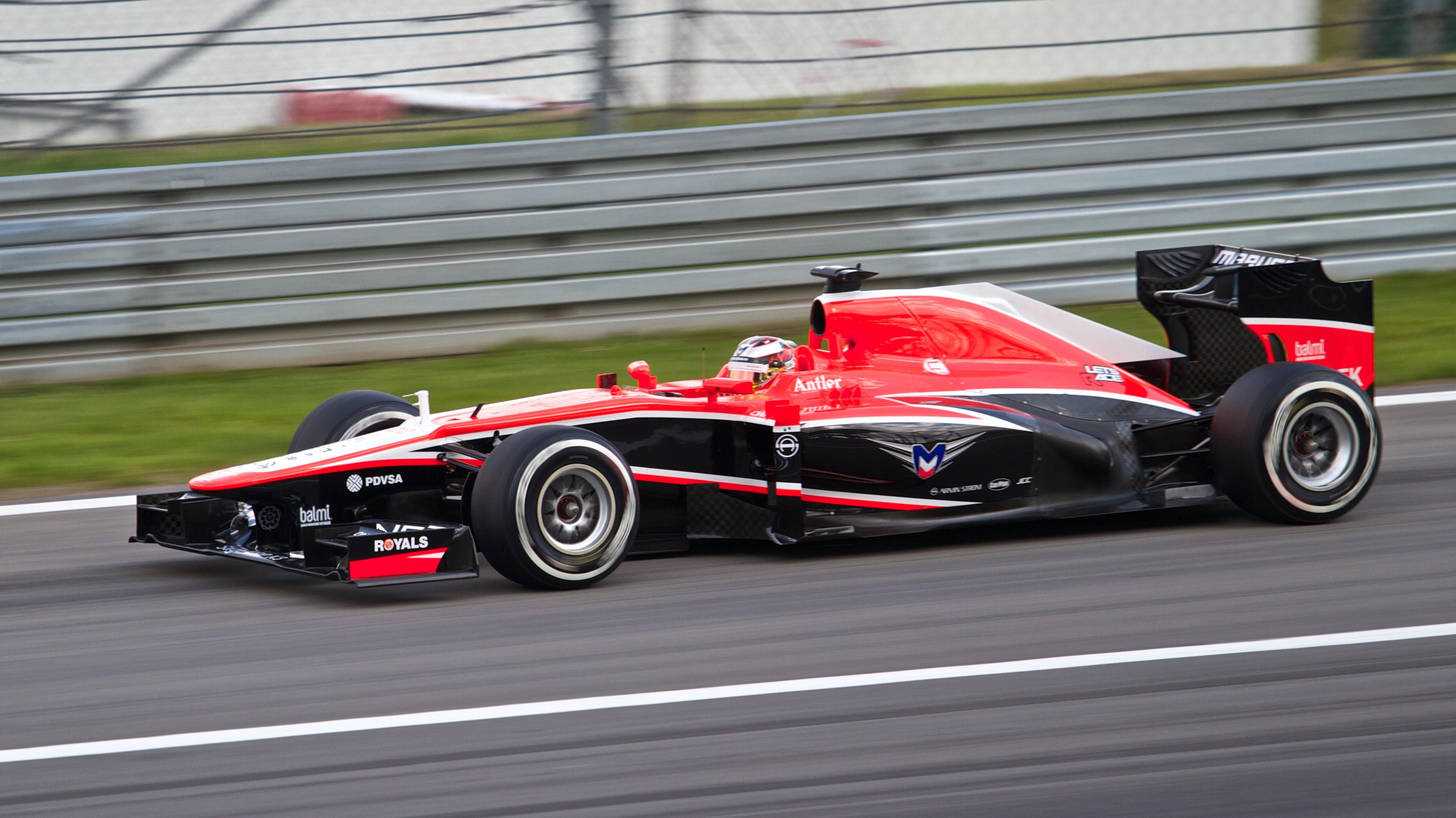
Jules Bianchi beim Großen Preis von Deutschland 2013

Für die Formel-1-Weltmeisterschaft 2013 verhandelte Bianchi zunächst mit Force India über ein Stammcockpit und führte Testfahrten für den Rennstall durch. Force India gab jedoch Adrian Sutil den Vorzug. Kurz darauf erhielt Bianchi bei Marussia ein Formel-1-Cockpit für die Saison 2013. Bianchi war der dritte Pilot, der von Marussia für dieses Cockpit bestätigt wurde. Zunächst besaßen Timo Glock und Luiz Razia einen Vertrag für das Cockpit. Mit beiden Fahrern wurden die Verträge aber aufgrund finanzieller Schwierigkeiten des Rennstalls aufgelöst. Bei seinem Debüt in Australien war er im Training teilweise bis zu eine Sekunde schneller als sein Teamkollege Max Chilton. Im Rennen kam er auf dem 15. Platz ins Ziel. Seine beste Platzierung erzielte Bianchi beim zweiten Saisonrennen, dem Großen Preis von Malaysia. Dort erreichte er das Ziel auf dem 13. Platz. Bianchi beendete seine Debütsaison auf dem 19. Gesamtrang. Er war der beste Pilot, der keine Punkte erzielt hatte.

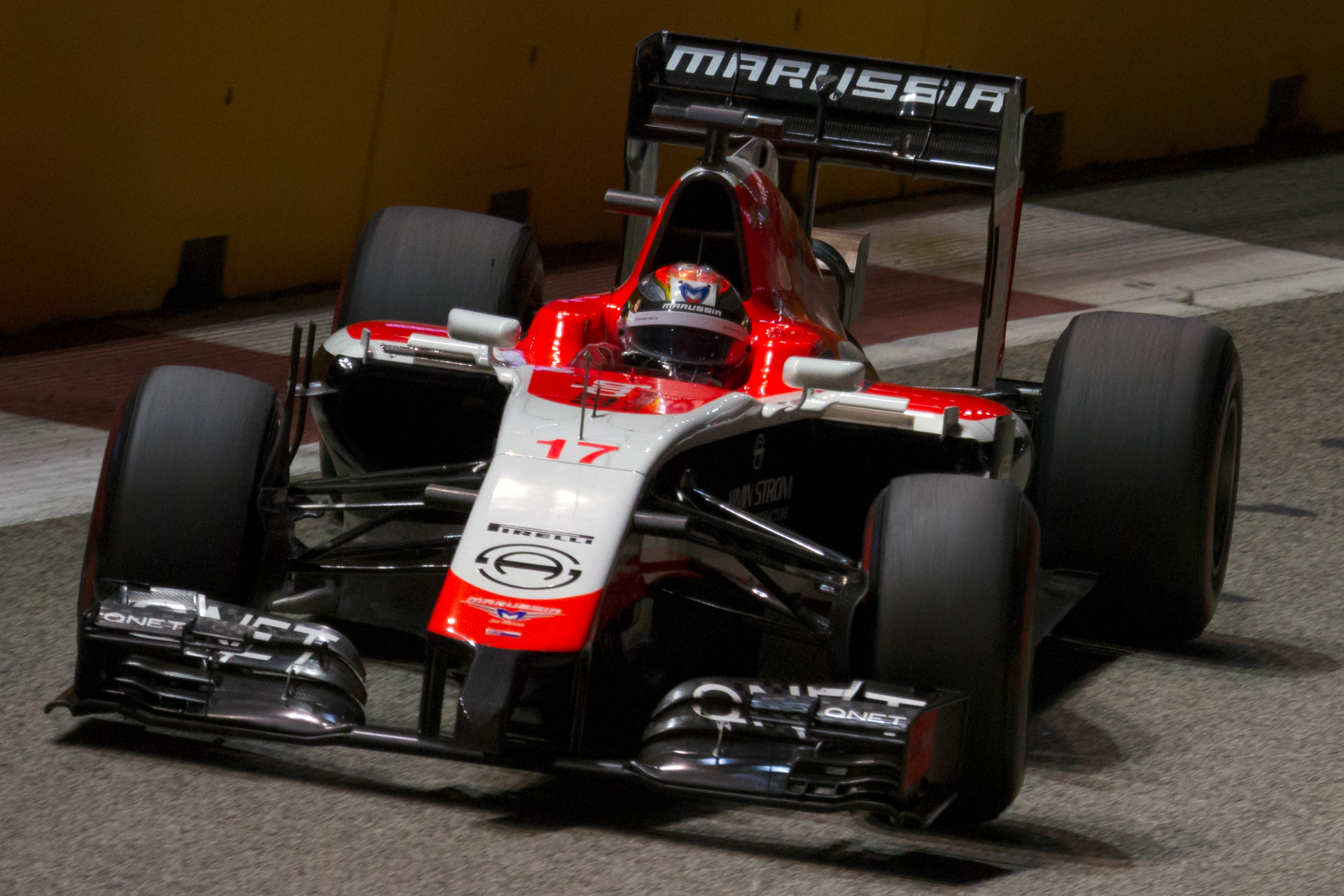
Bianchi beim Großen Preis von Singapur 2014

2014 blieb Bianchi bei Marussia, die in dieser Saison mit Ferrari-Motoren fuhren. Er wählte die #17 als permanente Startnummer für seine weitere Karriere. Beim Großen Preis von Monaco wurde Bianchi Neunter und erzielte damit sowohl seine ersten Punkte, als auch die ersten Punkte von Marussia in der Formel 1. Am Saisonende lag er auf dem 17. Gesamtrang.

## Unfall und Tod
Am 5. Oktober 2014 verunglückte Bianchi beim Großen Preis von Japan in Suzuka schwer. In der 43. Runde fuhr er unter gelber Flagge zu schnell, kam auf regennasser Fahrbahn von der Strecke ab und prallte in das Heck eines Bergungsfahrzeuges, das gerade den eine Runde zuvor von der Strecke abgekommenen Sauber von Adrian Sutil barg, und prallte dabei mit dem Kopf an das Ausgleichsgewicht des Fahrzeugs. Das Rennen wurde abgebrochen. Bianchi wurde zunächst an der Rennstrecke notfallmedizinisch versorgt und dann ins nahe gelegene Universität-Mie-Krankenhaus gebracht, in dem er operiert wurde. Am 19. November 2014 gaben Bianchis Eltern bekannt, dass ihr Sohn nicht mehr im künstlichen Koma liege und selbständig atmen könne. Er wurde in seine Heimatstadt Nizza geflogen. Am 17. Juli 2015 erlag er im Krankenhaus von Nizza den Folgen seiner bei dem Unfall erlittenen Verletzungen.
Bianchi ist der erste bei einem Rennen der Formel-1-Weltmeisterschaft tödlich verunglückte Fahrer seit Roland Ratzenberger und Ayrton Senna beim Großen Preis von San Marino 1994. Als Zeichen des Respekts und Andenken entschied die FIA, seine Startnummer 17 in Zukunft nicht mehr neu zu vergeben.
Bianchis Leichnam wurde, wie in seinem Testament verfügt, nach der Trauerfeier eingeäschert und seine Asche anschließend im Rahmen einer Seebestattung im Mittelmeer nahe Nizza verstreut. Im Mai 2016 gab Bianchis Familie bekannt, gegen die FIA, die Formula One Group sowie Manor Racing, den Nachfolgerennstall von Marussia, rechtliche Schritte einzuleiten.
Neben Justin Wilsons tödlichem Unfall 2015 in der IndyCar Series war der Unfall von Jules Bianchi einer der Gründe, weshalb die FIA im Juli 2017 beschloss, das Halo-System für die Formel-1-Weltmeisterschaft 2018 einzuführen.

## Sonstiges
Bianchis Manager war Nicolas Todt, der Sohn von Jean Todt.
In der Formel-1-Weltmeisterschaft 2015 plante Bianchi vor seinem schweren Unfall einen Wechsel zu Sauber. Der Vertrag mit dem Rennstall war vor dem Unfall bereits abgeschlossen, aber noch nicht bekannt gegeben worden.

## Statistik

### Karrierestationen
| - 2004–2006: Kartsport - 2007: Französische Formel Renault (Meister) - 2007: Formel Renault 2.0 Eurocup (Platz 22) - 2008: Formel-3-Euroserie (Platz 3) - 2009: Formel-3-Euroserie (Meister) - 2009: Formel Renault 3.5 | - 2009: Formel 1 (Testfahrer) - 2010: GP2-Asia-Serie (Platz 12) - 2010: GP2-Serie (Platz 3) - 2010: Formel 1 (Testfahrer) - 2011: GP2-Asia-Serie (Platz 2) - 2011: GP2-Serie (Platz 3) | - 2011: Formel 1 (Testfahrer) - 2012: Formel Renault 3.5 (Platz 2) - 2012: Formel 1 (Testfahrer) - 2013: Formel 1 (Platz 19) - 2014: Formel 1 (Platz 17) |

### Einzelergebnisse in der Formel-3-Euroserie
| Jahr | Team           | Motor         | 1   | 2   | 3   | 4   | 5   | 6   | 7   | 8   | 9   | 10  | 11  | 12  | 13  | 14  | 15  | 16  | 17  | 18  | 19  | 20  | Punkte | Rang |
| ---- | -------------- | ------------- | --- | --- | --- | --- | --- | --- | --- | --- | --- | --- | --- | --- | --- | --- | --- | --- | --- | --- | --- | --- | ------ | ---- |
| 2008 | ART Grand Prix | Mercedes-Benz | HO1 | HO1 | MUG | MUG | PAU | PAU | NOR | NOR | ZAN | ZAN | NÜR | NÜR | BRH | BRH | CAT | CAT | LMS | LMS | HO2 | HO2 | 47     | 3.   |
| 2008 | ART Grand Prix | Mercedes-Benz | DNF | 13  | 3   | 4   | DNF | 26  | DNF | 9   | 3   | 9   | 2   | 3   | 22  | 18  | DNF | 3   | 1   | 17  | 7   | 1   | 47     | 3.   |
| 2009 | ART Grand Prix | Mercedes-Benz | HO1 | HO1 | LAU | LAU | NOR | NOR | ZAN | ZAN | OSC | OSC | NÜR | NÜR | BRH | BRH | CAT | CAT | DIJ | DIJ | HO2 | HO2 | 114    | 1.   |
| 2009 | ART Grand Prix | Mercedes-Benz | 5   | 3   | 1   | 14  | 1   | 3   | 1   | 1   | 1   | 6   | 1   | 5   | DNF | DNF | 1   | 5   | 2   | 1   | 1   | 7   | 114    | 1.   |

### Einzelergebnisse in der GP2-Asia-Serie
| Jahr      | Team           | 1   | 2   | 3   | 4   | 5   | 6   | 7   | 8   | Punkte | Rang |
| --------- | -------------- | --- | --- | --- | --- | --- | --- | --- | --- | ------ | ---- |
| 2009/2010 | ART Grand Prix | UAE | UAE | UAE | UAE | BRN | BRN | BRN | BRN | 8      | 12.  |
| 2009/2010 | ART Grand Prix |     |     | 3   | 7   | 10  | NC  | 10  | DNF | 8      | 12.  |
| 2011      | Lotus ART      | UAE | UAE | ITA | ITA |     |     |     |     | 18     | 2.   |
| 2011      | Lotus ART      | 1   | 8   | 3   | DNF |     |     |     |     | 18     | 2.   |

### Einzelergebnisse in der GP2-Serie
| Jahr | Team           | 1   | 2   | 3   | 4   | 5   | 6   | 7   | 8   | 9   | 10  | 11  | 12  | 13  | 14  | 15  | 16  | 17  | 18  | 19  | 20  | Punkte | Rang |
| ---- | -------------- | --- | --- | --- | --- | --- | --- | --- | --- | --- | --- | --- | --- | --- | --- | --- | --- | --- | --- | --- | --- | ------ | ---- |
| 2010 | ART Grand Prix | ESP | ESP | MON | MON | TUR | TUR | ESP | ESP | GBR | GBR | GER | GER | HUN | HUN | BEL | BEL | ITA | ITA | UAE | UAE | 52     | 3.   |
| 2010 | ART Grand Prix | DNF | 12  | 4   | 3   | DNF | 13  | 2   | DNF | 2   | 5   | 5   | 4   | DNF | DNS | 14  | DNF | 2   | 4   | 18  | 8   | 52     | 3.   |
| 2011 | Lotus ART      | TUR | TUR | ESP | ESP | MON | MON | ESP | ESP | GBR | GBR | GER | GER | HUN | HUN | BEL | BEL | ITA | ITA |     |     | 53     | 3.   |
| 2011 | Lotus ART      | 3   | 7   | 7   | DNF | DNF | 19  | DNF | 7   | 1   | 5   | 4   | 2   | 7   | 6   | 2   | 2   | 8   | 3   |     |     | 53     | 3.   |

### Einzelergebnisse in der Formel Renault 3.5
| Jahr | Team                 | 1   | 2   | 3   | 4   | 5   | 6   | 7   | 8   | 9   | 10  | 11  | 12  | 13  | 14  | 15  | 16  | 17  | Punkte | Rang |
| ---- | -------------------- | --- | --- | --- | --- | --- | --- | --- | --- | --- | --- | --- | --- | --- | --- | --- | --- | --- | ------ | ---- |
| 2009 | KMP Group/SG Formula | CAT | CAT | SPA | SPA | MON | HUN | HUN | SIL | SIL | BUG | BUG | ALG | ALG | NÜR | NÜR | ALC | ALC | –      | —    |
| 2009 | KMP Group/SG Formula |     |     | DNF |     |     |     |     |     |     |     |     |     |     |     |     |     |     | –      | —    |
| 2012 | Tech 1 Racing        | ALC | ALC | MON | SPA | SPA | NÜR | NÜR | MOS | MOS | SIL | SIL | HUN | HUN | LEC | LEC | CAT | CAT | 185    | 2.   |
| 2012 | Tech 1 Racing        | DSQ | 13  | 2   | 2   | 17  | 1   | 12  | 2   | 7   | 1   | 3   | 3   | 9   | 4   | 1   | 7   | DNF | 185    | 2.   |

### Statistik in der Formel 1

#### Gesamtübersicht
| Saison | Team             | Chassis       | Motor                | Rennen | Siege | Zweiter | Dritter | Poles | schn. Rennrunden | Punkte | WM-Pos. |
| ------ | ---------------- | ------------- | -------------------- | ------ | ----- | ------- | ------- | ----- | ---------------- | ------ | ------- |
| 2013   | Marussia F1 Team | Marussia MR02 | Cosworth 2.4 V8      | 19     | –     | –       | –       | –     | –                | –      | 19.     |
| 2014   | Marussia F1 Team | Marussia MR03 | Ferrari 1.6 V6 Turbo | 15     | –     | –       | –       | –     | –                | 2      | 17.     |
| Gesamt | Gesamt           | Gesamt        | Gesamt               | 34     | –     | –       | –       | –     | –                | 2      |         |

#### Einzelergebnisse
| Saison | 1   | 2  | 3  | 4  | 5   | 6   | 7  | 8   | 9  | 10 | 11  | 12 | 13 | 14  | 15  | 16  | 17  | 18  | 19 |
| ------ | --- | -- | -- | -- | --- | --- | -- | --- | -- | -- | --- | -- | -- | --- | --- | --- | --- | --- | -- |
| 2013   |     |    |    |    |     |     |    |     |    |    |     |    |    |     |     |     |     |     |    |
| 15     | 13  | 15 | 19 | 18 | DNF | 17  | 16 | DNF | 16 | 18 | 19  | 18 | 16 | DNF | 18  | 20  | 18  | 17  |    |
| 2014   |     |    |    |    |     |     |    |     |    |    |     |    |    |     |     |     |     |     |    |
| NC     | DNF | 16 | 17 | 18 | 9   | DNF | 15 | 14  | 15 | 15 | 18* | 18 | 16 | 20* | INJ | INJ | INJ | INJ |    |

| Legende  | Legende            | Legende                                                          |
| Farbe    | Abkürzung          | Bedeutung                                                        |
| -------- | ------------------ | ---------------------------------------------------------------- |
| Gold     | –                  | Sieg                                                             |
| Silber   | –                  | 2. Platz                                                         |
| Bronze   | –                  | 3. Platz                                                         |
| Grün     | –                  | Platzierung in den Punkten                                       |
| Blau     | –                  | Klassifiziert außerhalb der Punkteränge                          |
| Violett  | DNF                | Rennen nicht beendet (did not finish)                            |
| Violett  | NC                 | nicht klassifiziert (not classified)                             |
| Rot      | DNQ                | nicht qualifiziert (did not qualify)                             |
| Rot      | DNPQ               | in Vorqualifikation gescheitert (did not pre-qualify)            |
| Schwarz  | DSQ                | disqualifiziert (disqualified)                                   |
| Weiß     | DNS                | nicht am Start (did not start)                                   |
| Weiß     | WD                 | zurückgezogen (withdrawn)                                        |
| Hellblau | PO                 | nur am Training teilgenommen (practiced only)                    |
| Hellblau | TD                 | Freitags-Testfahrer (test driver)                                |
| ohne     | DNP                | nicht am Training teilgenommen (did not practice)                |
| ohne     | INJ                | verletzt oder krank (injured)                                    |
| ohne     | EX                 | ausgeschlossen (excluded)                                        |
| ohne     | DNA                | nicht erschienen (did not arrive)                                |
| ohne     | C                  | Rennen abgesagt (cancelled)                                      |
| ohne     | keine WM-Teilnahme |                                                                  |
| sonstige | P/fett             | Pole-Position                                                    |
| sonstige | 1/2/3/4/5/6/7/8    | Punktplatzierung im Sprint-/Qualifikationsrennen                 |
| sonstige | SR/kursiv          | Schnellste Rennrunde                                             |
| sonstige | *                  | nicht im Ziel, aufgrund der zurückgelegten Distanz aber gewertet |
| sonstige | ()                 | Streichresultate                                                 |
| sonstige | unterstrichen      | Führender in der Gesamtwertung                                   |